# Mario Nakić
Mario Nakić (serbisch-kyrillisch Марио Накић; * 14. Juni 2001 in Belgrad) ist ein serbisch-kroatischer Basketballspieler. Der Flügelspieler steht bei KK Partizan Belgrad unter Vertrag.

## Laufbahn
Mario Nakić begann seine Laufbahn als Basketballspieler 2010 bei KK Zemun. Im Jahr 2014 wechselte er in die Jugend von KK Partizan Belgrad, wo er eine Saison verbrachte. Im Sommer 2015 verpflichtete der spanische Klub Real Madrid den damals 14-jährigen Nakić für die U15-Mannschaft (Cadete B). Bei den Madrilenen durchlief er mehrere Nachwuchsmannschaften, bevor er zur Saison 2017/18 in die A-Jugend (Juvenil A) gelangte und parallel dazu in der B-Mannschaft von Real Madrid in der Liga EBA, der vierthöchsten Spielklasse, auflief.
Sein Debüt im A-Kader von Real Madrid feierte Mario Nakić am 24. Mai 2018 in der Liga ACB gegen CB Gran Canaria. Die Spielzeit 2018/19 verbrachte er wieder in der B-Mannschaft sowie in der A-Jugend, mit denen er nicht nur die spanische U-18-Meisterschaft, sondern auch das im Rahmen der EuroLeague abgehaltene Next Generation Tournament gewinnen konnte. Er selbst wurde für seine herausragenden Leistungen zum wertvollsten Spieler des Finalturniers ernannt. Zur Saison 2019/20 wurde er in den A-Kader von Real Madrid aufgenommen.
Real gab ihn 2020 per Leihabkommen an BC Ostende ab, mit der Mannschaft wurde er belgischer Meister und Pokalsieger. Im Sommer 2021 unterschrieb Nakić einen Zweijahresvertrag bei MoraBanc Andorra. Er bestritt für den Verein während des Spieljahres 2021/22 27 Einsätze in der spanischen Liga ACB und kam auf einen Mittelwert von 4,1 Punkten je Begegnung. Der Vertrag zwischen Andorra und Nakić wurde im Juli 2022 aufgelöst.
Mitte August 2022 vermeldete KK Igokea seine Verpflichtung. 2024 kehrte Nakić zu KK Partizan Belgrad zurück. Er gewann mit Belgrad in der Saison 2024/25 die Meisterschaft in der Adriatischen Basketballliga.

## Familie
Mario Nakić kam als Sohn des kroatischstämmigen ehemaligen Basketballprofis Ivo Nakić und seiner serbischen Frau Zorica in Belgrad zur Welt. Sein Vater feierte insbesondere während seiner Zeit bei Cibona Zagreb und Partizan Belgrad zahlreiche Erfolge und gewann unter anderem den Europapokal der Landesmeister 1984/85, 1985/86 sowie 1991/92. Mario Nakić debütierte im Februar 2025 beim EM-Qualifikationsspiel in Finnland für die serbische Basketballnationalmannschaft.

## Erfolge und Ehrungen
Real Madrid
- Spanischer Meister: 2017/18
- Copa del Rey (Basketball): 2019/20
- Supercopa de España de Baloncesto: 2019

### BC Ostende
- Belgischer Meister: 2020/21
- Belgischer Pokalsieger: 2020/21

### Partizan Belgrad
- Meister der Adriatischen Basketballliga: 2024/25

Persönliche Ehrungen
- MVP des EuroLeague Next Generation Tournament: 2019